# Hyperolius marginatus
Hyperolius marginatus és una espècie de granota de la família dels hiperòlids que viu a la República Democràtica del Congo, Malawi, Moçambic, Tanzània, Zàmbia, Zimbàbue i, possiblement també, a Botswana, Burundi i Ruanda.
Està amenaçada d'extinció per la pèrdua del seu hàbitat natural.